# 新田革左衛門
新田 革左衛門（にった かくざえもん、生年不詳 - 元治元年7月22日（1864年8月23日）頃）は、新選組隊士。名は新井田仁左衛門、新田角右衛門とも。
文久3年（1863年）秋～元治元年前半に入隊したと思われる。池田屋事件では近藤勇の隊に所属し、奥沢栄助や安藤早太郎と共に池田屋の裏口を守っていたが、戦闘で深手を負い、7月下旬（22日頃）に屯所で死亡した。遺体は壬生村共同墓地に埋葬され、現在墓石は壬生寺墓地に存在している。